# فرودگاه شهری همنتون
فرودگاه شهری همنتون (به انگلیسی: Hammonton Municipal Airport) یک فرودگاه همگانی بهره‌برداری هوایی است که یک باند فرود آسفالت دارد و طول باند آن ۱۰۹۸ متر است. این فرودگاه در شهر هامونتن، نیوجرسی کشور ایالات متحده آمریکا قرار دارد و در ارتفاع ۲۱ متری از سطح دریا واقع شده‌است.